# Potamotrygon constellata
Potamotrygon constellata  (лат.) — вид скатов рода речных хвостоколов одноимённого семейства из отряда хвостоколообразных скатов. Обитает в тропических водах бассейна рек Амазонки и Солимойнс, (Южная Америка). Максимальная зарегистрированная длина 62 см. Грудные плавники этих скатов образуют округлый диск, длина которого примерно равна ширине. Спинные и хвостовой плавники отсутствуют. Хвост оканчивается ядовитым шипом. Не является объектом целевого лова.

## Таксономия
Впервые вид был научно описан в 1880 году. Видовой эпитет происходит от слова лат. constellation — «созвездие» и связан с тем, что хвост и диск этих скатов усеяны шипами с основаниями в виде звёзд.  

## Ареал
Potamotrygon constellata обитают в Южной Америке, в тропических водах бассейна рек Амазонки и Солимойнс, на территории Бразилии и Колумбии. 

## Описание
Широкие грудные плавники речных Potamotrygon constellata срастаются с головой и образуют овальный диск. Спинные плавники и хвостовой плавник отсутствуют. Позади глаз расположены брызгальца. Брюшные плавники закруглены и почти полностью прикрыты диском. На вентральной стороне диска расположены ноздри и 5 пар жаберных щелей. Хвост довольно короткий и толстый по сравнению с другими представителями семейства речных хвостоколов.. На его дорсальной поверхности на конце имеется ядовитый шип. Каждые 6—12 месяцев он обламывается и на его месте вырастает новый. У основания шипа расположены железы, вырабатывающие яд, который распространяется по продольным канавкам. В обычном состоянии шип покоится в углублении из плоти, наполненном слизью и ядом. 
Окраска тела чаще серого или тёмно-коричневого цвета, диск и хвост покрыты шипами с основаниями в виде звезды. Максимальная зарегистрированная длина 62 см, а вес 10 кг.

## Биология
Вероятно, подобно прочим хвостоколообразным Potamotrygon constellata размножаются яйцеживорождением.

## Взаимодействие с человеком
Вид не является объектом целевого промысла. Страдает от ухудшения условий среды обитания, обусловленного антропогенными факторами. Данных для оценки Международным союзом охраны природы статуса сохранности вида недостаточно.